# Гурьевский округ
Гурьевский округ — административно-территориальная единица Казакской АССР, существовавшая в 1928—1930 и 1933—1936 годах.

## Округ в 1928—1930
Гурьевский округ был образован 17 января 1928 года из части Уральской губернии. Центром округа был назначен город Гурьев. Округ был разделён на 6 районов:
- Доссорский район. Центр — посёлок Доссор
- Жилокосинский район. Центр — посёлок Жилая Коса
- Испульский район. Центр — аул № 9
- Кзыл-Кугинский район. Центр — посёлок Кзыл-Куга
- Новобогатинский район. Центр — посёлок Новобогатинский
- Яманхалинский район. Центр — посёлок Яманхалинский

15 июля 1928 в состав округа был включён Денгизский район с центром в селе Ганюшкино. 17 сентября Жилкосинский район был передан в Адаевский округ, но в том же году возвращён обратно в Гурьевский округ.
10 апреля 1929 из упразднённого Адаевского округа в Гурьевский был передан Мангистауский район с центром в городе Форт-Александровский.
22 сентября 1930 Испульский, Новобогатинский и Яманхалинский районы были объединены в Гурьевский район с центром в городе Гурьеве. В тот же день Кзыл-Кугинский район был присоединён к Доссорскому.
17 декабря 1930 года округ, как и все остальные округа Казакской АССР, был упразднён, а его районы переданы в прямое подчинение республиканским властям.

## Округ в 1933—1936
1 июля 1933 года в южной части Западно-Казахстанской области был образован Гурьевский округ с центром в городе Гурьеве. Он делился на 4 района:
- Гурьевский район. Центр — город Гурьев
- Денгизский район. Центр — село Ганюшкино
- Жилокосинский район. Центр — посёлок Жилая Коса
- Мангистауский район. Центр — город Форт Александровский

17 июля 1933 в состав округа был включён Урало-Эмбинский район Западно-Казахстанской области с центром на промыслах Доссор. 5 сентября того же года район был упразднён. 31 августа 1933 из части Гурьевского района образован Испульский район с центром в посёлке Кулагино.
5 декабря 1936 Гурьевский округ был упразднён, а его районы перешли в прямое подчинение Западно-Казахстанской области.